# 킬링 플로어

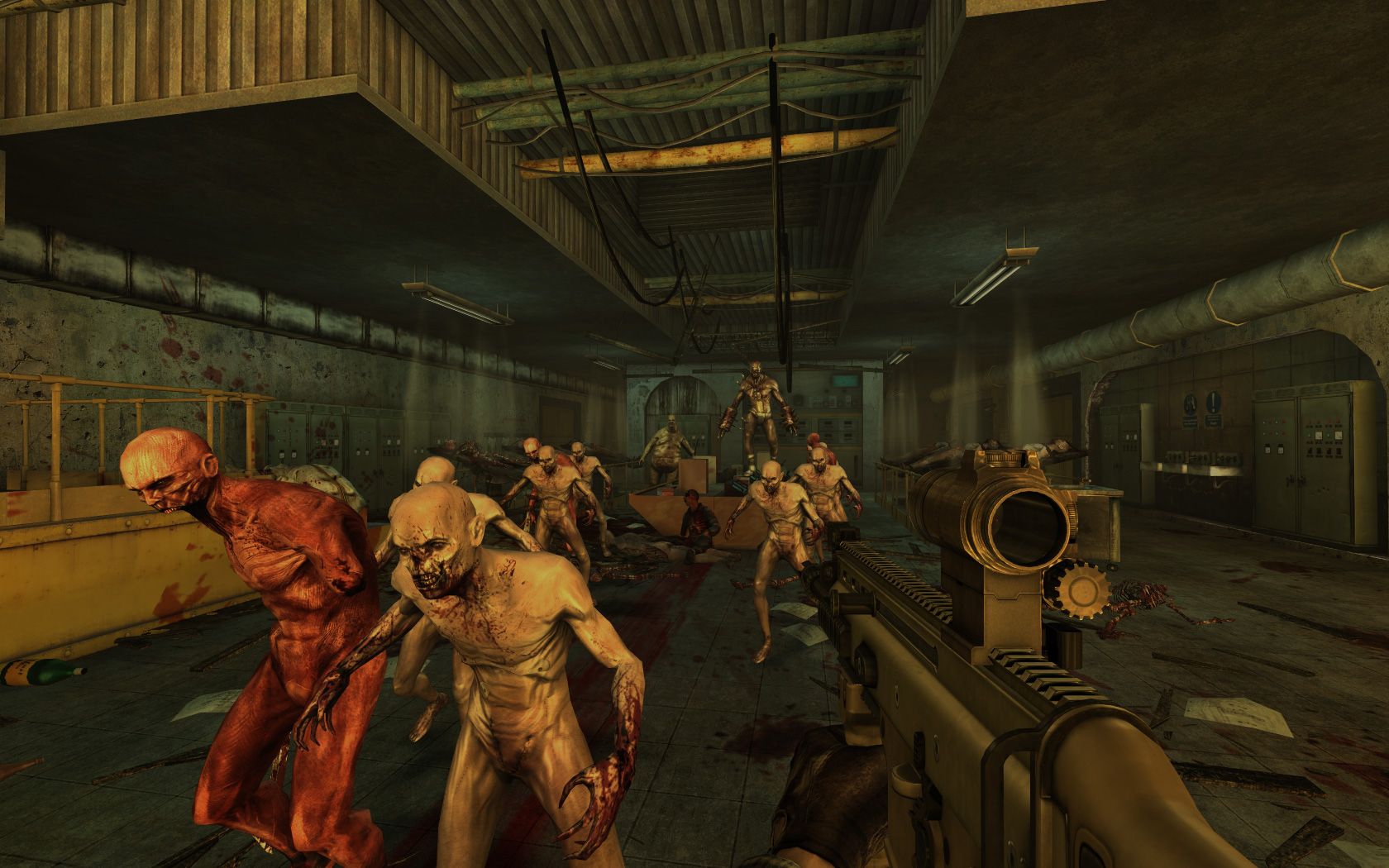

《킬링 플로어》(영어: Killing Floor)는 Tripwire Interactive사에서 개발한 6인 협동 호러FPS게임이다. 플레이어는 6명이 협동하여 7개의 전투병과중 하나를 선택하여 일정시간마다 몰려오는 적들을 물리치고 끝까지 살아남는 것이 목표이다. 일반 패키지로도 발매가 되었지만 국내에서는 스팀으로만 판매하고 있다.
이 게임은 소스가 공개되어 국내뿐만 아니라 해외에서도 대규모 서버들이 가동되고 있다.

## 스토리
영국 런던에 위치한 'Horzine'이라는 회사의 지하 비밀 연구실에서 행하던 인간 복제 실험 도중 사고로 실험체들이 풀려나게 된다.
무방비 상태인 런던 중심에서 풀려난 이 실험체들은 인간들을 무차별 살육, 런던을 황폐화 시킨 후 영국 전역에 급속도로 퍼져나가게 되었다.
이 상황을 타계하기 위해 이 아비규환에서도 끝까지 생존한 최정예 전투요원 6명을 런던에 투입하게 된다.
또한 Horzine의 지하 연구실, 공업 시설, 유령 도시가 된 런던 등에 살아남은 극소수의 생존자들도 생존을 위해 발버둥 치는데...

## 게임특징
흔히 오해하는 점인데, 좀비가 아니라 인간 복제 실험으로 창조된 실험체들이 적으로 등장한다.
일반적인 사람 모양의 실험체부터 개발 의도에 따라 다양하게 창조된 거대한 실험체, 그리고 이 실험체들을 개발한 박사 Kevin Clamely 등 각각의 특색을 가진 다양한 적들이 등장한다. 각 실험체마다 특징이 있어 플레이어 간의 협동이 중요시 되는 Co-op 게임이다.
RPG적인 요소도 있어서 각각의 병과(Perk)마다의 특정한 목표에 도달하게 되면 레벨을 올릴 수 있는데, 레벨이 올라갈수록 각 병과의 능력이 향상되는(이동 속도 증가, 특정 총의 공격력 증가 등)효과를 볼 수 있다.
뛰어난 타격감과 Z.E.D Time이라는 슬로우 모션이 특수 상황에 발동되어 짜릿한 전투를 즐길 수 있다.
타 FPS게임과 달리 화면 중앙의 조준점(크로스 헤어)이 없다.
각 웨이브가 끝나면 일정 시간 동안 열려있는 상점에서 무기를 사고 방탄복을 수리하는 등 정비를 할 수 있다. 돈은 실험체를 죽여야 얻을 수 있기 때문에 게임 중간에 들어와서 돈이 부족한 유저에게 타 유저가 돈을 건네줄 수 있다.

## 전투방식
킬링 플로어는 레프트4데드처럼 생존 및 탈출 방식의 게임이 아니라 일정 시간 동안 몰려오는 실험체들을 막아내고 끝까지 생존하는 웨이브&디펜스방식이다.
유저들은 적의 진입로에 폭탄을 설치하거나 문을 용접하는 등 다양한 전술로 적의 진격을 최대한 막으면서 최소한의 피해로 적들을 전멸시키고 살아남아야 한다.
난이도와 웨이브의 횟수 조절이 가능하며 웨이브 후반부로 갈수록 실험체의 숫자는 늘어나고 강력한 실험체가 나타나게 된다.

## Z.E.D Time
킬링 플로어의 가장 큰 특징으로서 특정 조건으로 적을 처리하면 발생하는 슬로우 모션. 게임 전체의 속도가 순간 느려지기 때문에 주위를 둘러보거나 정확한 조준으로 적을 처리하는데 도움이 된다. 멀티플레이에서 Z.E.D time이 발동되면 그 서버에 접속한 모든 유저에게 Z.E.D time이 적용된다.
코만도만 Z.E.D Time이 발동된 상태에서 적을 처리할 경우 Z.E.D Time을 한번 더 발동시킬 수 있으며 횟수는 최대 4번까지 가능하다.

## 등장인물
- 주의: 아웃 브레이크와 나이트메어,포스트 토템팩등은 유료DLC 캐릭터이다.
- 주의: 이 게임은 영국을 배경으로하기 때문에 영국육군계급으로 표기한다.

### 오리지널
킬링 플로어 오리지널 캐릭터들.

#### Corporal Lewis[루이스 하사]
거리가 온통 지옥으로 변하기 한달 전쯤, 루이스는 뚱뚱해진 체격 때문에 군에서 임무 교대될 위기에 처해 있었다. 그러나 삶 또는 죽음으로 나아가던 상황이 살을 빼는 것에 도움이 됐고, 그의 몸은 "군사 표준"으로 돌아가게 되었다. 이것이 요점은 아니고, 지난 주에 그의 부대 지휘관(뚱뚱한 사람을 혐오하던)이 피부가 없고 꼴꼴 거리는 소리를 내는 것에 의해 목이 베어졌다.

#### Lieutenant Masterson[매스터슨 중위]
이 남자가 이렇게 빨리 진급한 것은 이해하기 힘든 일이다. 사실상 그의 이전 군 기록은 존재하지 않는 것으로 보이다. 한 가지 확실한 건 그가 말수가 적은 남자라는 것이고, 전투 상황에서 비정상적으로 차분한 태도를 취했다는 것이다. 그는 단호하게 그의 부하를 지휘합니다, 그리고 어떤 불미스러운 일도 없이 항상 임무를

#### Police Constable Briar[브라이어 순경]
폭동 때문에 진압을 요청하는 전화를 받았다고 상상해보십시오. 히피족을 몽둥이로 후려치고, 환경 보호론자를 괴롭히는 것이 마지막 3년 동안의 당신 일이었다고 상상해 보십시오. 새벽에 당신의 야경봉은 당신을 향해 미친듯이 비틀거리는 '전부 폭도들은 아닌' 패거리 들에게 충분해 보이지 않는다는 것을 지금 생각해 보십시오. 3주, 그리고 수많은 머리를 박살낸 후 브라이어를 통해 모두 이루어진 원하지 않는 폭력에 대한 그의 친화력 여부가 궁금하기보다는 두렵다.

#### Police Sergeant Davin [데븐 경사]
이것은 경사가 거의 성인이 되고나서 평생 찾으려 했던 것이다. 그의 아내가 여러 명의 사내에게 속아 놀아날 때도 찾고 있었고, 그의 딸이 대학을 중퇴해, 그녀가 스스로 극단적인 양성애자에 채식주의자이며 우주 여행자라고 할 때도 이걸 찾고 있었다. 그리고 내부 조직개편 탓에 사무직에서 명예퇴직이 됐을 때에도 분명히 이것을 찾고 있었다. 모두 이 세상의 종말을 일컫는다.

#### Private Schnieder[슈나이더 이등병]
그의 부대가 런던에 배치된 후 거의 전멸했을 때 슈나이더는 두 가지 선택지를 고를 수 있었다.
첫 번째는 그의 동료와 함께 죽는 것이고, 두 번째는 덮쳐오는 정체 모를 괴물들을 나이프로 찌르고, 차고, 쏘고, 잘라서 최악의 상황을 타파하는 것이다. 다행히 그는 포기하지 않고 후자를 고른 것 같다. 비록 그의 계급이 높지 않아 그걸 제안하지 못했지만, 매우 힘이 센 동료와 함께 어깨를 나란히 하며 싸웠는다.

#### Sergeant Powers[파워스 중사]
집에 도착한 그는 그의 문 안쪽에 널브러져 있는 사랑하는 아내와 아이들의 시체를 발견한건 생에 최악의 일이었다.
그 사건 이후 파워스는 거의 먹지도 못하고, 잠도 거의 잘 수 없었다. 그리고 대화도 나눌수 없었으며. 한층 더 나빠져 그는 동료 생존자들과 잠을 잘때에도 한쪽 눈을 뜬채 자며 강한 피의 굶주림을 받게 되었다.
마침내 그는 죽인 괴물들의 손가락을 수집하게 되었다.

### 아웃 브레이크(바이러스 발발)
2009년 6월 24일 1005패치로 추가된 캐릭터들.
단순 캐릭터 팩이다.

#### Agent Wilkes[윌커스 요원]
윌커스는 호라이즌사에서 개발하여 세계에서 가장 앞서나간 기술력으로 무장한 최첨단 전투복을 입고 있습니다
그들은 오래전에 은밀히 지하에서 불쌍한 군인들을 이용하여 난폭함을 실험하거나 복제등을 하였습니다
혼자남게 된 윌커스는 이제 남은 그들을 구원할것입니다

#### Foundry Worker Aldridge[주조소 노동자 알드릿지]
당신은 손에 익지도 않은 일에 참여해 급여를 3배 이상 받는다고 해도 이런것에 대해 궁금하지도 않고 질문조차도 못한다.
밖에서 들려오는 잔인한 비명속에서도 불구 , 문을 잠가놓고 한가로히 점심시간을 가진다.
문짝이 떨어져나가고 잔인함으로 무장한 그들이 사람을 무참히 죽이며 몰려올때 급여가 들어온다.
점심 시간은 끝났다.

#### DJ Scully[DJ 스컬리]
D.스컬리는 군에서 탈영후 런던 지하로 도피하였다.
어둠속의 드럼 및 저음소리로 밤을 보내던 그는 자기의 팬을 한 거인이 손에달린 분쇄기로 무참히 갈아버리는 것을 목격하고 분노를 느끼게 된다.
그 후 그는 이 일에 대해 피하지 않고 적극적으로 전투에 임하게 된다.

#### Dr. Gary Glover[게리박사]
호라이즌 생명공학 연구소의 유일한 생존자인 게리박사입니다
현 런던을 공포에 몰아넣게 만든 장본인이기도 하며 이런일이 일어날지 모르고 열심히 노력했었던 인간이기도 합니다
허나 지금은 두손에 더블바렐 샷건을 들고 자기의 창조물을 모조리 없애는 작업에 박차를 가하고 있습니다

### 나이트폴(황혼)
2009년 10월 22일 1008패치로 추가된 캐릭터들.
단순 캐릭터팩이며 추가되는 능력같은건 없다.

#### Mr. Foster[미스터 포스터]
낮에는 단타성 주식 투기꾼으로, 그리고 저녁에는 런던의 매력있는 가라오케 술집에서의 환상적인 생활.
포스터의 반쯤 씌여진 자서전을 배포할 출판업자가 모두 죽어버린건 유감스러운 일이다.
마지막 챕터인 -머리통들이 산산조각나는 난장판과 대도시에서 벌어지는 돌연변이 전쟁- 은 그 책을 단숨에 최고의 베스트 셀러로 만들어 놓았을지도 모르다.

#### Security Officer Thorne[보안요원 쏜]
호라이즌은 돈을 지불했어. 아내는 우리가 다시 먹고살 수 있게되었다며 행복해 했지.
나는 술을 계속마실수 있어서 행복했었어.
보너스는 있냐고? 물론! 나는 물었지. 실험이요? 그게 뭐죠? 하겠다.
이런일이 일어나는 건 당연해. 긍정적인 것은 그놈들을 아직 쏴버릴 수 있다는 것이지.
금속이든지 뼈든지 아무것이나.
그리고 그 쥐같은 놈들이 날 맛있는 고깃덩어리로 만들어놨어. 내가 장담컨데 그놈들도 맛이 좋을꺼야.
내가 여기서 나가게 된다면 난 그놈들을 갈기갈기 찢어버릴거야. 멍청한 과학자들을.

#### Lance-Corporal Lee Baron[리 바론 병장]
도심지에 폭탄위협과 사람들을 잡아먹는 뮤턴트가 같은날에 함께 나타날수 있을까요?
병장의 EOD슈트는 날아오는 폭탄파편을 막아주지만 날카로운이빨과 손톱을 가진 괴물들은 막아주지 못했다.
이 경험은 괴물들과 약간 거리를 두어야 한다는 귀중한 교훈을 알려줬는다.파이프 폭탄처럼말이죠.

#### Mike Noble[마이크 노블]
만일 당신의 여자친구가 그녀의 씹힌 다리를 남기고갔을 때, 당신은 여자친구가 어떤 파티를 벌였는지 의심할 수밖에 없을건다.
그의 해골복장이 그가 몬스터를 쫓는 것에 미쳐있다는 것을 확실하게 보여준다.
대부분의 사람들이 몬스터와 마주쳤을 때 카나페처럼 꼬부러지는 것과 달리, 약간의 정신불안증세가 있는 마이크는 아주 멋지게 빛나는 카타나를 찾은 사람처럼 보일것이다.

### Postmortem(부검)
2010년 10월 7일자 업데이트로 추가된 캐릭터들.
역시 유료 DLC로 운영된다.
특징은 기존의 캐릭터들보다 강한 개성과 방어구를 거의 입지 않았다는 것.

#### Harold Hunt[해롤드 헌트]
해롤드는 반체제 펑크 밴드 "The Fecking Nancies"의 리더였다. 그는 남부 런던 전역의 냄새가 지독한 술집과 바에서 연주했던 사람이다.

#### Kerry Fitzpatrick[케리 피츠패트릭]
감옥에서 재감자와의 추했던 마지막 싸움 이후, 여자 이름 "케리" 라고 불리지 않게 되었다. 브로드모어의 고급-보안 정신병동으로 이송되는 도중, 그는 간수가 광자의 무리에게 먹히는 것을 보게 되었습니다, 메마른 돌연변이들. 케리는 죽은 간수를 약탈한 후 풀려난 즐거움을 느끼게 된다. 몇 초만에 감옥에서의 삶에서 자유인으로 되었으니까요. 케리는 세계에서 그가 제일 알맞은 곳을 찾게 되었다.

#### Trooper Clive Jenkins[공수부대원 클라이브 젠킨스]
그가 영국 정부를 위해 비행기에서 점프하고 머리를 박살내지 않는 동안, jenk가 보통 술집에서 고주망태가 되어 비전투원들과 싸우는 것을 발견할 수 있었다. c 보병대는 폭동 진압명령이 떨어질때까지 준비하였다. 그들은 허큘러스 수송기안에서 탄약을 확인한 후 런던으로 뛰어내렸다. 그리고 전기톱을 휘두르는 미치광이들 속으로 돌진하였다.
이리와서 이거나 먹어라, 이 간들거리는 놈들아!

#### Paramedic Alfred Anderson[의료 보조자 알프레드 앤더슨]
병원에서 야간근무를 한다는 것은 매우 흥미로운 일이다. 그리고 그곳은 전 도시가 서로 식인자가 되어 먹이다툼을 할 때 보급품을 쌓아돟기에 좋은 곳이다. 좋은 장비와 지식들. 알프레드는 살이 없는 괴물이 당신의 집문을 부술 때에 같이 협동하기 좋은 동료이다.

### Promotional[특전](의역)
2010년 10월 7일자로 추가된 특수캐릭터.
스팀에서 판매중인 게임인 The ball을 구입할 경우 지급되는 특수캐릭터다.

#### Harchier Spebbington
실제로도 프로필이 비공개로 되어있다

#### PYRO(파이로)
(팀 포트리스2 특전 캐릭터)
팀 포트리스2를 가지고 있다면 팀 포트리스2 캐릭터인 PYRO를 특전으로 킬링 플로어에서 사용할 수 있게 되어있다.(빨강/파랑 두가지 색상이 있다.)
외형은 팀 포트리스2와 흡사하며 다른점이 있다면 킬링 플로어에서는 곧게 서서 다닌다

#### SteamPunk Mr. Foster[미스터 포스터](다른 복장)
Summer Sideshow 이벤트 때 도전과제와 같이 나온 캐릭터.
SUmmer Sideshow 이벤트 도전과제를 모두 달성하면 지급해주는 캐릭터이다.

#### Baddest Santa[최악의 산타]
2010년 크리스마스 이벤트 때에 나온 캐릭터.
크리스마스 도전과제를 전부 완료하면 주는 캐릭터이다.

#### Trader[상인]
각 웨이브가 끝나면 플레이어들을 위한 상점을 오픈한다.
상인은 여자만 있으며, 30초 남았을 시 제한시간을 경고해준다.

#### Helicopter pilots[헬기 파일럿]
플레이어들을 해당지역에 내려다 주는 헬리콥터의 파일럿.
단 한번도 얼굴이 나오는 캐릭터는 아니지만 등장인물 목록에 존재한다.(출처 표기바람)
몇몇 맵을 보면 헬기가 추락한 모습이 보이지만 그의 생사는 알 수 없다.

#### Rachel Clamery[레이첼 클레머리]
1059 버전 (End of the Line) 패치로 생긴 캐릭터.
새로 생긴 모드에서 등장하며, Transit 맵에 대한 도전과제를 일정수 이상 달성하면 얻을 수 있다.
킬링 플로어 마지막 웨이브에 등장하는 보스인 Patriarch의 딸이다.

## 무기의 종류
- 참고: 무기의 가격과 특징은 퍼크의 영향을 받지 않았을 때의 기본 상태를 기준으로 설명한다.

### 근접무기
근접무기들은 버서커가 주로 사용한다.
모든 근접무기는 마우스 휠 버튼(디폴트 타입)으로 특수공격을 할 수 있다.
특수공격은 일반공격보다 느리지만 강하다는 특징을 가진다.

#### Knife[칼]
- 전문 운용퍼크: 버서커
- 특징: 모든 캐릭터들이 기본적으로 소지한 무기.
- 장점: 휘두르는 속도가 빠르다.
- 단점: 짧은 사정거리, 약한 공격력
- 가격: 0
- 무게: 0
- 공격력: 20p(약한 베기) 35-55p(강한 베기)
- 공격 주기: 0.6sec(약한 베기) 1.1sec(강한 베기)

#### Machete[만도]
- 전문운용퍼크: 버서커
- 특징: 벌목용 칼. 대검 보다 약간 상향된 능력을 가지고 있다.
- 장점: 기본 대검보다 공격력이 상향되었다.
- 단점: 휘두르는 속도가 느리다.
- 가격: 100
- 무게: 1
- 공격력: 45-70p
- 공격 주기: 0.71sec

#### Fire AXE[소방 도끼]
- 전문운용퍼크: 버서커
- 특징: 소방도끼. 무난한 밸런스와 싼 가격이 특징. 이 무기로 스크레이크를 공격하면 경직시킬 수 있다.
- 장점: 높은 공격력과 길어진 사정거리.
- 단점: 휘두르는 속도가 느리다. 공격직전 딜레이가 길다. 그리고 무겁다.
- 가격: 150
- 무게: 5
- 공격력: 125-175p
- 공격 주기: 1.2sec

#### Katana[일본도]
- 전문운용퍼크: 버서커
- 특징: 일본도인 카타나. 매우 좋은 능력치를 가졌다. 이 무기로 스크레이크를 공격하면 경직시킬 수 있다.
- 장점: 대검과 비슷한 매우빠른 공격속도, 강력한 공격력, 긴 사정거리.
- 단점: 가격이 비싸다, 크로울러에게 매우 취약하다, 자멸 이상이면 스크레이크를 잡기 힘들다.
- 가격: 1000
- 무게: 3
- 공격력: 150-200p
- 공격 주기: 0.4sec

#### Chainsaw[전기톱]
- 전문운용퍼크: 버서커
- 특징: 이 무기는 특수공격을 할 경우 전기톱으로 내려치는 공격을 한다.
- 장점: 딜레이 없이 무한정 공격하거나 한방에 엄청난 공격력을 낼 수 있다.
- 단점: 일반 공격은 공격력이 너무 약하고 2차공격은 딜레이가 너무 크며 전기톱을 들 경우 근접무기를 들고있을 때의 이동속도 보너스를 받을 수 없다. 그리고 매우 무겁다.
- 가격: 1000
- 무게: 8
- 공격력: 12p(일반공격) 190-270p(2차공격)
- 공격 주기: 0.1sec(일반공격) 0.8sec(2차공격)

### 권총
권총은 샤프슈터가 주로 사용하는 무기들이다.
특히 샤프슈터는 권총에도 레벨 효과가 적용되기 때문에 주무기 총알이 다 떨어져도 큰 걱정이 없다.
그리고 권총들은 전부 두자루씩 들 수 있는데 이 경우 쌍권총으로 난사가 가능하다.

#### 9mm tactical pistol[9mm 권총]
- 전문운용퍼크: 샤프슈터
- 특징: 스폰시 소지하는 기본무기. 실제모델 베레타M9를 모티브로 만들어진 권총. 손전등이 장착되어있다.(킬링플로어에서 손전등이 장착된 무기는 9mm와 샷건뿐이다.)
- 장탄수: 15발 / 15탄창(쌍권총 모드시 30발 / 7탄창)
- 장점: 샤프슈터의경우 공격력 상승한다. 최고 난이도에서 Bloat를 헤드샷으로 한방에 죽일 수 있다.
- 단점: 공격력이 약하다. / 쌍권총 모드시 정확한 조준이 불가능하다.
- 가격: 0(쌍권총으로 사면 150)
- 무게: 0(쌍권총으로 사면 4)
- 공격력: 25-35p
- 공격 주기: 0.175sec

#### Handcannon[핸드캐논]
- 전문운용퍼크: 샤프슈터
- 특징: 실제모델 데저트이글. 이름답게 엄청난 화력을 가졌다.
- 장탄수: 8발 / 11탄창(쌍권총 모드시 16발 / 5탄창)
- 장점: 공격력이 매우 강하다.
- 단점: 총알이 부족하다. 반동이 너무 강하다. / 쌍권총모드시 정확한 조준이 불가능하다.
- 가격: 500
- 무게: 4(쌍권총이라도 4 고정)
- 공격력: 95-115p
- 공격 주기: 0.25sec

### 보조무기
보조무기라기보다는 일반무기에 가깝다. 어떤 퍼크나 부담없이 사용할 수 있는 무기.
샷건의 경우 특수공격 버튼을 누르면 손전등을 사용할 수 있다.

#### Shotgun[산탄총, 샷건]
- 전문운용퍼크: 서포터 스페셜리스트
- 특징: 평범한 샷건. 넓게 퍼져있는 적들을 한꺼번에 공격할 수 있다. 관통능력이 달려있다. 그리고 손전등이 달려있다.
- 장탄수: 8발 / 40발(탄창이 없으며 한발씩 장전한다)
- 장점: 관통능력을 보유하고 있어 뭉쳐있는 적들을 한꺼번에 공격이 가능하다.
- 단점: 보유탄환이 매우 적다. 샷건특성상 총알의 재장전이 오래 걸리고 원거리 사격이 취약하다. 그리고 반동이 매우 심해 사격시 몸이 뒤로 밀린다.
- 가격: 500
- 무게: 8
- 공격력: 25-35p
- 공격 주기: 0.965초

#### Lever-action rifle[레버 액션 소총]
- 전문운용퍼크: 샤프슈터
- 특징: 실제모델 윈체스터 라이플. 뛰어난 밸런스와 조준이 편한 가늠자덕분에 고레벨 샤프슈터들이 유희용으로 종종 사용한다. 중간정도의 반동을 가져 사용자의 호불호가 갈리는 총이기도 하다.
- 장탄수: 10발 / 70발(탄창이 없으며 한발씩 장전한다)
- 장점: 가격이 싸다. M14보다 공격력이 좋다. 조준이 매우 편하며 조준시 시야가 적게 가려진다.
- 단점: 무겁다. 재장전이 느리다. 레버액션이라 사격시 딜레이가 크기 때문에 Z.E.D Time을 이용하기 까다롭다
- 가격: 200
- 무게: 6
- 공격력: 110-140p
- 공격 주기: 0.9초

#### Bullpup[불펍]
- 전문운용퍼크: 코만도
- 특징: 영국군 제식소총 L28A1을 모티브로 만든 총. 스코프가 달려있다. 특수공격 버튼을 누르면 연사/단발 모드 전환이 가능하다.
- 장탄수: 40발 / 9탄창
- 장점: 매우 적은 반동과 높은 명중률을 가졌다. 조준도 스코프를 통해서 하기 때문에 명중시키기가 쉽다.
- 단점: 공격력이 매우 약하다.
- 가격: 400
- 무게: 6
- 공격력: 16-26p
- 공격 주기: 0.1초

#### AK47
- 전문운용퍼크: 코만도
- 특징: 실존하는 AK-47을 모티브로 만들었다. 초탄의 명중률이 높다는 특징이 있다. 특수공격 버튼을 누르면 연사/단발 모드 전환이 가능하다.
- 장탄수: 30발 / 9탄창
- 장점: AK답게 높은 공격력을 가졌다. 또한 초탄명중률이 높다.
- 단점: 반동이 크다. 스크레이크나 플래시파운드를 상대할만큼 강하지 못하다.
- 가격: 1000
- 무게: 6
- 공격력: 35-45p
- 공격 주기: 0.2초

#### M79 Grenade launcher[M79 유탄 발사기]
- 전문운용퍼크: 데몰리션
- 특징: 유탄을 발사해 강한 폭발로 한번에 적을 섬멸한다.
- 장탄수: 1발 / 24발
- 장점: 폭발하는 탄환이기 때문에 뭉쳐있는 적에게 한꺼번에 데미지를 줄 수 있다.
- 단점: 한번쏘고 재장전을 하는 방식이며 재장전도 시간이 오래 걸린다. 근거리에서 사격하면 자신도 데미지를 입게된다. 폭발시 연막이 심하게 발생하여 시야를 가린다. 또한 보유탄환이 매우 적은편.

탄환이 포물선으로 날아가기 때문에 거리조절이 어렵다.
- 가격: 1250
- 무게: 4
- 공격력: 350p
- 공격 주기: 3.33초

#### M32 Multiple grenade launcher[M32 유탄 발사기]
- 전문운용퍼크: 데몰리션
- 특징: M79유탄발사기의 연사버전. 드럼식 탄창을 장착하여 6발을 연사로 사격이 가능하다. 단, 재장전이 느리다. 한발데미지는 M79와 동일하다.
- 장탄수: 6발 / 30발
- 장점: 6발의 유탄을 연사로 발사할 수 있다.
- 단점: 심한 연막이 발생한다. 발사후 재장전이 매우 오래 걸린다. 적은탄환, 비싼가격, 그리고 무겁다.

탄환이 포물선으로 날아가기 때문에 거리조절이 어렵다.
- 가격: 2500
- 무게: 7
- 공격력: 350p
- 공격 주기: 0.33초

### 주력무기
특정 퍼크에게 최적화된 무기들. 해당 퍼크가 사용할 때 매우 훌륭한 성능을 발휘한다.
애초에 해당퍼크가 아니면 매우 비싸서 사지 못하거나 심한 반동, 낮은 능력을 보여준다.

#### MP7M[메딕건]
- 전문운용퍼크: 메딕
- 특징: 메딕의, 메딕에 의한, 메딕을 위한, 메딕전용 무기. 특수공격 버튼을 누르면 동료에게 회복주사를 발사할 수 있다. 킬링플로어에서 유일한 기관단총. 메딕퍼크의 유일한 전용무기로서, 메딕이 사용할 경우 회복주사기뿐만 아니라 MP7M의 회복주사도 회복량과 재장전 속도가 상승한다.
- 장탄수: 20발 / 19탄창
- 장점: 동료에게 회복용 주사기를 발사하여 원거리에서도 치료할 수 있다. 공격력이 매우 약하지만 빠른 연사속도로 단점을 상쇄한다.
- 단점: 빠른 연사속도로 탄소비가 매우 심하다. 총의 공격력이 매우 약하다. 매우 비싸다.
- 가격: 3000
- 무게: 3
- 공격력: 20-25p
- 공격 주기: 0.05초

#### Crossbow[석궁]
- 전문운용퍼크: 샤프슈터
- 특징: 석궁. 스코프가 장착되어 있다. 관통능력을 지녔다.
- 장탄수: 36발
- 장점: 상당히 좋은 공격력을 지닌 무기. 헤드샷 명중시 플래시파운드는 물론 보스 페트레이아크도 충분히 상대할 수 있다. 관통능력이 있어서 사선에 위치한 모든 적을 관통하고 지나간다. 또한 사용한 볼트는 다시 회수해서 재사용이 가능하다.
- 단점: 매우 무겁다. 탄수가 36발밖에 되지 않는다. 샤프슈터의 퍼크레벨 효과를 받지 않아 가격이 깎이지 않는다. 볼트 한 발의 가격이 무려 20원이나 한다. 재장전이 매우 느리다.
- 가격: 800
- 무게: 9
- 공격력: 300p
- 공격 주기: 1.81초

#### M14 EBR[엠14 EBR]
- 전문운용퍼크: 샤프슈터
- 특징: 특수공격 키를 누르면 레이저사이트를 작동할 수 있다. 좋은 공격력과 약간 부족한 개수의 탄환을 가지고 있다.

해당 무기로 정조준없이 레이저사이트만으로 몬스터를 헤드샷 해야 하는 도전과제가 존재한다.
- 장탄수: 20발 / 7탄창
- 장점: 레이저사이트가 달려있어 정조준을 하지 않아도 정확한 사격이 가능하다. 공격력이 매우 강하다.
- 단점: 정조준시 가늠자 특유의 디자인으로 인하여 시야가 많이가려진다. 반동이 심하고 가격이 비싸다. 관통능력이 없다.

탄창수가 적기 때문에 후반으로 갈수록 탄약이 부족하다.
- 가격: 2500원
- 무게: 8
- 공격력: 100-115p
- 공격 주기: 0.175초

#### SCAR MK17[스카]
- 전문운용퍼크: 코만도
- 특징: 코만도의 강력한 무기. 스코프가 달려있다. 특수공격 키를 누르면 연사/단발 모드 전환이 가능하다.
- 장탄수: 20발 / 14탄창
- 장점: 초탄명중률이 좋다. 공격력이 높다. 연사가 빠른편이다. 원형 스코프라 조준시에도 시야가 넓다.
- 단점: 스코프의 배율이 상당히 낮다. 발사속도와 반동이 심하다. 재장전 속도도 은근히 길지만 탄창에 20발밖에 들어가지 않기 때문에 재장전을 자주 하게 된다. 가격이 비싸다.
- 가격: 2500
- 무게: 5
- 공격력: 75-85p
- 공격 주기: 0.096초

#### Hunting shotgun[사냥용 산탄총]
- 전문운용퍼크: 서포트 스페셜리스트
- 특징: 더블배럴 샷건. 넓은 공격범위가 특징이다.
- 장탄수: 2발 / 46발
- 장점: 매우 넓은 공격범위. 특수공격으로 양쪽배럴의 총알을 한꺼번에 발사할 수 있다. 샷건 특성상 근접거리에서 적에게 특수공격을 하면 매우 강한 공격을 할 수 있다.
- 단점: 워낙 넓게 탄이 퍼지기 때문에 거리가 조금만 벌어져도 총이 맞지 않는다. 재장전이 오래 걸린다. 부족한 탄환, 무거운 무게.
- 가격: 750
- 무게: 10
- 공격력: 40-50p X6(일반공격) X10(2차공격)
- 공격 주기: 0.25초

#### AA12[AA12 전자동 샷건]
- 전문운용퍼크: 서포트 스페셜리스트
- 특징: 샷건탄환을 연발로 사격이 가능하다.
- 장탄수: 20발 / 3탄창
- 장점: 샷건을 연사로 쏘기 때문에 근접전에서 막강한 화력을 발휘한다.
- 단점: 부족한 탄약, 비싼 가격, 무겁다, 재장전이 오래 걸린다, 플래시파운드나 스크레이크를 상대하기에 약간 부족한 화력.
- 가격: 4000
- 무게: 10
- 공격력: 30p X6
- 공격 주기: 0.2초

#### Flamethrower[화염 방사기]
- 전문운용퍼크: 파이어버그
- 특징: 파이어버그의 유일한 주무기. 적을 불태워버린다. 적들에게 혼란을 줄 수 있다.
- 장탄수: 100발 / 3탄창
- 장점: 불타는 적은 혼란에빠져 동료를 공격하거나 우왕좌왕한다.
- 단점: 공격력이 약하다. 적은 탄환수. 무겁다. 허스크에게 데미지가 적게 들어간다. 근접한 적에게 사용 시 사용자가 화상을 입을 수 있다.
- 가격: 750
- 무게: 10
- 공격력: 12p
- 공격 주기: 0.07sec

#### L.A.W[라이트 안티-탱크 웨펀(Light Anti-tank Weapon), 경대전차 무기]
- 전문운용퍼크: 데몰리션
- 특징: 로켓런처. M79나 M32를 능가하는 공격력과 폭발범위를 자랑한다.
- 장탄수: 1발 / 10발
- 장점: 막강한 공격력과 M79나 M32를 능가하는 넓은 폭발범위를 자랑한다.플래쉬파운드와 보스는 추가피해를 줘서 매우 유용하다
- 단점: 너무 무거워서 다른 퍼크는 사용하는게 거의 불가능. 매우 적은 탄환, 조준을 하지 않으면 발사되지 않는다. 근접한상태에서는 폭발하지 않으며 데미지는 반감된다. 폭발에 자신도 피해를 입는다.
- 가격: 3000
- 무게: 13
- 공격력: 650
- 공격 주기: 3.25초

#### Pipe bomb[파이프 폭탄]
- 전문운용퍼크: 데몰리션
- 특징: 사제 파이프 지뢰. 설치해두면 자동으로 적무리를 감지해서 폭발한다.
- 장탄수: 1발 / 2발
- 장점: 막강한 공격력,넓은 폭발범위
- 단점: 매우 비싸다. 사용자도 피해를 입으며 폭사할 확률이 높다. 사이렌의 음파공격을 받으면 부서진다.
- 가격: 1500
- 무게: 1
- 공격력: 1500p

#### MAC-10[맥10]
- 전문운용퍼크: 파이어버그
- 특징: 기관단총 계열이며 매우 빠른 발사속도를 자랑한다. 파이어버그가 쓰면 적에게 명중시 불이 붙는다. 공격력이 약하지만 발사속도로 그것을 보완한다. 적당한 데미지와 무게, 싼 가격으로 다른 퍼크가 운용해도 큰 무리가 없다. 2차공격으로 단발/연발 선택이 가능하다. 단발 시 반동이 적고, 명중률이 뛰어나기 때문에 원거리의 적들을 불 붙일 수도 있다
- 장탄수: 30발 / 9탄창
- 장점: 매우 빠른 발사속도, 파이어버그 사용시 적에게 화염공격 가능(경험치 인정), 가볍다, 저렴하다
- 단점: 매우 심한 반동, 매우 빠른발사속도로 인한 막대한 탄소비, 정조준시 시야를 심각하게 방해한다.

특정 상황에서 정조준이 제대로 되지 않아 정확한 사격이 불가능하다.
- 가격: 500
- 무게: 4
- 공격력: ?

### 기타
특히 주사기와 용접기는 모든 퍼크가 사용 가능하나 특화된 퍼크가 사용할 때 최적의 효과를 발휘한다.

#### Medical syringe[의료 주사기]
- 전문운용퍼크: 메딕
- 특징: 회복주사기. 자신이나 아군의 체력을 회복시킬 수 있다.

동료에게 주사를 사용하면 주사기 잔량에서 50을 사용하고 체력을 50 회복시키며 자신을 회복하면 100을 사용하고 체력을 20 회복시킨다.
잔량이 50 이하일 경우 사용할 수 없다.
메딕의 경우 이 주사기의 효율이 높아 빠른 재장전과 높은 회복능력을 보여준다.

#### Welder[용접기]
- 전문운용퍼크: 서포터 스페셜리스트
- 특징: 문을 용접해서 적의 진입을 일시적으로 막을 수 있다 특수공격 키를 누르면 용접된 문을 해체할 수 있다.

서포터는 다른 퍼크보다 오랫동안, 그리고 빠른속도로 문의 용접이나 해체를 할 수 있다.

#### Grenade[수류탄]
- 특징: 수류탄. 기본적으로 3개를 가지고 시작한다. 파이어버그는 레벨3부터 화염폭탄으로 변경. (폭발의 중심부에 있을수록 데미지는 증가한다. 수류탄을 총알로 공격시 즉시 폭발한다.)
- 장탄수: 서포터와 데몰리션은 11개, 그외 5개
- 장점: 플래시파운드는 수류탄 공격에 최대 체력의 50%의 데미지를 입는다. (단 폭발의 중심부에 있어야 한다. 일반적으로 실험체들은 수류탄을 피해서 폭발의 중심부에서 맞는일은 없기 때문에 수류탄을 총으로 공격해서 수동폭파 시키는 것이 좋다.)
- 단점: 근처에 있으면 자신도 데미지를 입는다, 여러개를 한번에 던지면 한개의 데미지만 적용된다. 단, 폭발범위는 넓어진다. 사이렌의 음파공격을 받으면 수류탄이 폭발하지 않고 부서진다.
- 가격: 40
- 무게: 1
- 공격력: 250p

M79나 M32와 비슷한 범위안에서 폭발데미지로 적에게 피해를 입힌다.
단, 킬링플로어의 적들은 수류탄이 있으면 그것을 피해버리는 지능이 있으니 주의해야 한다..
서포터와 데몰리션은 레벨업시 최대 11개의 수류탄을 소지할 수 있다.
그리고 파이어버그의경우 레벨3이상이면 수류탄을 투척시 폭발데미지가 사라지고 화염을 사방으로 뿜어 적을 불태운다.

#### Combat armour[방어복]
- 특징: 방어력이 증가하여 적의 공격을 받아도 체력 감소를 최소화 시킨다.
- 가격: 300

적에게 공격당할시 방어복의 수치가 감소하게 되고 0이 되면 파괴된다.
사이렌의 음파공격은 방어복을 무시하고 직접적으로 데미지를 주기 때문에 주의할것.
메딕의 경우 방탄복에 퍼크 보너스가 붙어서 방어복 자체의 내구력이 상승한다.
웨이브가 후반으로 접어들수록 필수로 장착해야 한다.

## 퍼크 클래스
직업이라고도 하며 보통 '퍼크'라고 칭해진다.
순서대로 메딕, 샤프슈터, 서포트 스페셜리스트, 코만도, 버서커, 파이어버그, 데몰리션. 이상 7개의 퍼크가 존재한다.
- 참고: 모든 퍼크의 설명은 Lv.6을 기준으로 설명한다.

### Field medic[필드메딕]
- 주력 무기: MP7M , MP5 Medic Gun
- 특화 장비: Medical syringe , Combat armour , Grenade (레벨 3부터)
- 특징

부상당한 팀원을 치료하는데 특화된 능력을 발휘한다.
모든 퍼크중 가장 빠른 이동속도, 가장 높은 방어력을 가졌으며 회복주사기의 높은 효율을 자랑한다.
때문에 일부 유저들은 버서커대신 메딕을 이용해 전투를 벌이기도 한다.
MP7M이라는 기관단총이 주 무기이며 팀원에게 다트같은 회복주사를 발사하여 원거리에서 치료를 할 수도 있다.
레벨 3부터는 수류탄 투척시 폭발대신 초록색 회복연막이 발생하며 그 연막안에서는 체력회복이 지속적으로 된다. 플래쉬 파운드가 나타났을 때 수류탄 연막안에서 버티는 방법도 좋은 방법이다.
그러나 어떤 무기에도 특화되지 않아 공격력도 약하고 장전속도도 느리다는 단점이 있어 제대로 된 전투를 하기 힘들기 때문에 아군이 전멸하고 혼자 살아남을시 생존할 확률은 그다지 높지 않다.
단, 일부 실력있는 유저들은 석궁과 카타나만 들고다니며 전투를 벌여 끝까지 생존하기도 한다.
하지만 메딕의 존재목적은 어디까지나 아군의 치료이기 때문에 전투보다는 아군의 치료에 더욱 전념해야한다

### Support specialist[서포트 스페셜리스트]
- 주력 무기: Shotgun , Hunting shotgun , AA12, XM1014,HSG-1
- 특화 장비: Welder
- 특징

후방지원을 전문적으로 하는 퍼크.
샷건을 주 무기로 사용한다.
무기를 들 수 있는 무게가 24kg으로 많은 무기를 들고 다닐 수 있으며
수류탄도 11개까지 들 수 있어 단일화력으로 최강의 파워를 낼 수 있다.
문 용접에도 탁월한 능력을 발휘하기 때문에 비상시 혼자서 문을 막는동안 팀원이 재정비 할 수 있도록 시간을 벌수도 있다.
모든 샷건무기의 공격력,관통력 향상의 능력이 붙어서 근접한 적들을 순식간에 쓸어버릴 수 있다.
단점은 샷건이라는 무기 특성상 원거리전투는 기대하기 어렵고 무기를 많이 가지고 다니면 이동속도가 느려진다는 것이며 최종무기인 AA12샷건의 생각보다 낮은 데미지로 준보스급 몬스터인 스크레이크나 플래시파운드를 상대하기에 약간 부족한 느낌을 준다. 그러나 서포트 스페셜리스트의 레벨을 3이상 올릴경우 AA12샷건의 한 탄창을 모두 맞출경우 플래쉬파운드는 쉬운 적이 된다.
또한 5레벨 이상 올릴경우 샷건을 기본으로 준다.

### Sharpshooter[샤프슈터]
- 주력 무기: 9mm Tactical Pistol, .44 Magnum, Handcannon, Lever-action Rifle, Crossbow, M14 EBR
- 특화 장비: 없음
- 특징

저격에 특화된 퍼크.
라이플과 석궁을 주 무기로 사용한다.
퍼크의 효과가 기본 권총에도 적용되어 권총 데미지와 재장전속도가 상승하기 때문에 초심자들에게 가장 알맞은 퍼크이다.
특히 석궁의 경우 샤프슈터가 사용할 때 부가되는 공격력이 상당하기 때문에 웬만한 적들은 단 한방에 쓰러트린다.
또한 라이플과 권총의 장전속도도 빨라지기 때문에 재장전으로 인한 딜레이를 최소화하는 것이 가능하다.
원거리부터 근거리까지 흠 잡을 것이 없는 매우 무난한 밸런스의 퍼크.
단점을 따져보면 연사무기가 없으며 넓은범위의 공격이 불가능하기 때문에 난전에서 의외로 힘을 발휘하지 못한다는 것이다. 또한, 주력 무기들은 극과 극의 특성을 가지고 있는데다 탄환이 적기 때문에 후반부에서 총알이 부족한 경우를 자주 경험하게 된다.

### Commando[코만도]
- 주력 무기: Bullpup , AK , SCARMK17 , M4
- 특화 장비: 없음
- 특징

코만도는 돌격소총을 이용하여 전투에 임하는 퍼크이다.
사용무기의 차이점만 제외하면 샤프슈터와 유사한 퍼크이다.
특징은 투명화 중인 스토커를 볼 수 있는 능력, 적의 HP바를 볼 수 있으며
Z.E.D Time을 4번 연장할 수 있는 능력이 있다.
레벨이 낮을땐 매우 약한 퍼크지만 레벨이 올라가면 상당히 강력해진다.
단점이라면 레벨업이 대단히 어렵다는 것 그리고 고난이도에서는 사용하기가 힘든 퍼크이다.
레벨업 특징으로 모든 무기의 재장전속도가 상승한다.
퍼크만의 특색있는 강점이 없어 잉만도라고 불리기도 한다.

### Berserker[버서커]
- 주력 무기: Knife , Machete , Fire AXE , Chainsaw , Katana , Claymore Sword
- 특화 장비: 칼
- 특징

근접전투를 전문으로 하는 퍼크.
총대신 각종 근접무기로 전투를 벌인다.
근접무기의 공격력과 공격속도가 타 퍼크들보다 빨라진다. 메딕처럼 이동속도 향상(근접무기를 들었을 때만), 방어력 향상과 함께 블로트의 담즙에도 내성이 있기 때문에 어느정도 안심하고 싸울 수 있으며 최대의 장점은 클롯에게 붙잡히지 않아 이동이 차단될 염려가 없다는 것.
카타나의 공격력이 상당하며 Z.E.D Time을 4번 연장할 수 있다.
마음만 먹는다면 피해를 감수하고 플래시파운드를 혼자서 상대하는 것도 가능하다.
단점이라면 역시 사이렌이나 허스크 같은 원거리공격형 적에게 매우 취약하다는 것.

### Firebug[파이어버그]
- 주력 무기: Flamethrower, MAC-10 , 허스크 캐논
- 특화 장비: Grenade(단, 레벨3부터 적용)
- 특징

이름에서도 알 수 있듯이 화염방사기를 쓰는 퍼크.
화염방사기를 이용해 적을 불태워버리는 일을 담당한다.
적에게 불이 붙으면 근접한 적들에게 불이 옮겨붙게되고 지속적으로 데미지를 주기 때문에 몰려있는 적들에게 매우 효과적으로 데미지를 줄 수 있다.
적들은 불에 어느정도 데미지를 입으면 혼란을 일으켜 마구 뛰어다니거나 자기편을 공격하므로 적의 진격을 막을 때 유용하게 쓰는 것도 가능하다.
또한 Lv.3부터는 수류탄이 화염수류탄으로 변하며 이때 일반 수류탄의 폭발력은 사라진다.추가적으로Lv.3때 화염수류탄써서 화염방사기에 맞추면 폭발한다.
단점은 화염 자체의 공격이 약한편이고 화염방사기 이외에 쓸 무기가 전혀 없다는 것이며
또 다른 단점으로는 허스크에겐 불 공격이 거의 통하지 않는다는 것이다.(고레벨의 파이어버그또한 화염데미지가 없어 가끔씩 허스크와 파이어버그의 끝없는 대결이 일어나기도한다)
2010년 10월 7일 패치로 전용무기 MAC-10이 추가되었으며 부족한 공격력을 이 무기로 보완할 수 있다.

### Demolition[데몰리션]
- 주력 무기: Pipe bomb , M79 , M32, M4 203, L.A.W
- 특화 장비: None
- 특징

폭발물 및 폭발형 무기를 다루는 퍼크이다.
몰려오는 적들에게 유탄이나 수류탄 을 이용해서 한꺼번에 폭사시키거나 적들의 진입로에 파이프 폭탄을 설치해서 날려버리기도 한다. 또한 수류탄을 최대11개까지, 파이프폭탄은 8개까지 소지할 수 있다.
매우 강력한 화력을 자랑하고 폭발성 무기에 내성이 있다.
폭발성 무기를 사용하기 때문에 기습형 적인 크라울러나 스토커에게 취약한 모습을 보이며 근거리 공격시 폭발에 휘말려서 부상을 입는 단점이 있다.
그리고 사이렌의 음파공격에 설치한 파이프폭탄이 파괴되기도 한다.
근접시 유탄공격은 무용지물이며 데미지는 절반으로 반감하지만 정조준을 이용해서 헤드샷을 노릴수도 있다.
그외의 단점으로는 공격시 연막이 매우 심하게 발생하여 아군의 시야를 가리기도 한다는 것.

## 몬스터의 종류
- 몬스터 최초 출현 웨이브는 롱 웨이브(10Wave) 기준이다.

### Clot[클롯]
최초출현: 1 Wave

선홍색 피부를 가진 인간형 몬스터.
이동속도도 느리고 공격력도 약하지만 가장 큰 특징으로 플레이어를 붙잡는 능력이 있다.
이 녀석에게 잡힐경우 붙잡은 모든 클롯을 죽이지 않는 이상 움직이지 못한다.
페트리아크가 체력회복시 최초로 내보내는 몬스터.

### Gorefast[고어패스트]
최초출현: 1 Wave

클롯의 강화판. 몸이 붉은색이다.
플레이어를 잡는 능력 대신 빠른 이동속도와 강력한 공격력으로 강화되었다.
특히 플레이어와 가까워지면 갑자기 빠른속도로 달려온다.
칼날을 휘두르는 공격력은 매우 강하며 이동중에도 공격이 가능하니 주의해야 한다.

### Crawler[크로울러]
최초출현: 2 Wave

거미처럼 기어다니다가 기습 공격하는 몬스터.
어디선가 튀어나와(높은곳 등) 갑자기 공격한다.
또한 바닥에 기어다니기 때문에 플레이어가 발견하지 못하고 놓치는 경우가 많다.
능력 자체는 약하지만 긴급상황에서 크로울러에게 당해서 죽는 경우가 의외로 많다.
게다가 플레이어보다 이동속도가 빠르므로 항상 주의를 요하는 몬스터다.
페이트리아크가 두 번째 체력회복시 나타난다.
(크로울러가 공격한 직후 크로울러가 무방비 상태로 있는데 버서커의 경우 이때 썰어주면 된다. -OkiDoking 수정)

### Bloat[블로트]
최초출현: 1 Wave

매우 뚱뚱하고 큰 몸집을 지닌 몬스터.
가까이 다가가면 입에서 토사물을 뿜어내고, 근접하면 식칼을 휘두르며 공격한다.
토사물에 맞게되면 시야가 토사물로 인해 제한되고 지속적으로 데미지를 입게된다.
블로트는 죽을 때 몸이 터지면서 토사물을 사방으로 뿌리기 때문에, 버서커에겐 매우 처리하기 힘든 몬스터.
이동자체는 느리므로 멀리서 미리 제거해야한다.

### Stalker[스토커]
최초출현: 2 Wave

투명 기술로 몸을 감췄다가 바로 앞에서 나타나 공격하는 여성 몬스터.
코만도는 일정 거리 안으로 들어오면 스토커를 볼 수 있다.
공격력 자체는 그리 강하진 않으나 갑자기 뒤를 노리는등 전혀 예상하지 못한곳에서 나타날수도 있다.
언제나 특유의 목소리를 내며 다가오므로 소리에 신경을 써야한다.
페이트리아크가 세 번째로 체력회복을 할 때 내보내는 몬스터.

### Siren[사이렌]
최초출현: 3 Wave

양팔이 묶여있는 여성 몬스터.
귀를찢는 소음으로 공격을 가한다.
가까이 붙으면 깨무는 공격을 한다.
음파공격은 방어복을 무시하고 직접적으로 데미지를 입힌다.
몸이 작은 편이라 몰려오는 적들속에 파묻혀 있으면 보이지 않아 당하는 경우가 많다.
사이렌의 음파공격은 설치한 폭탄이나 수류탄을 음파로 부숴버리는 효과가 있다.
또한 사이렌 여러명이 동시에 소리를 지를경우 데미지가 중첩되어 즉사할 수도 있으니 절대 주의해야 한다.
때문에 어떤 클래스든간에 제일 먼저 처리해야할 대상이다.

### Husk[허스크]
최초출현: 2 Wave

화염 덩어리를 발사하는 몬스터.
사이렌처럼 적들 속에 파묻혀오기 때문에 미리 발견하더라도 눈앞의 적들때문에 일찍 처리하지 못하는 경우가 많다.
허스크의 화염공격을 직격으로 맞게되면 상당한 피해를 입으니 주의해야한다.
준보스에 약간 못미치지만 체력은 어느정도 있는편.
화염을 쓰는 몬스터라 파이어버그의 화염공격이 통하지 않는다.
방어력이 의외로 약해 강한 공격을 당하면 경직되어버리는 특징이 있다.
유일하게 장거리에서 정확하고 치명적인 공격을 할 수 있는 제드라 허나이퍼라고도 불린다

### Scrake[스크레이크]
최초출현: 5 Wave

전기톱을 사용하는 준보스급 몬스터.
강력한 방어력과 높은 체력, 강한 공격력을 가졌다.
데미지를 입거나 플레이어가 일정 거리 안으로 들어오면 갑자기 달려와 공격을 한다.
이 몬스터는 도끼, 카타나, 혹은 전기톱의 강타공격에 경직해버리는 특징이 있다. [난이도에따라다름]
추가로 6레벨 샤프슈터의 경우, 레버 액션 소총으로 머리를 맞추면 경직 효과가 있다.
등장할 때 특유의 전기톱 소리가 난다.
외모때문에 제이슨으로 불리기도 한다.
(스크레이크를 볼 경우 SC라고 입력해서 위험을 알리자 - OkiDoki)
(추가사항:스트레이크는 폭발대미지를반감시키기 때문에 데몰리션한테는 약간위험한인물)

### Fleshpound[플레시 파운드]
최초출현: 7 Wave

일반 몬스터중 가장 강력한 준보스급 몬스터. 배에 노란색 전구를 달고 다닌다.
스크레이크보다 높은 체력, 방어력, 공격력을 가졌다.
배에 붙은 전구는 기본적으로 노란색으로 빛나고 있지만, 공격을 받거나 플레이어가 가까이 있으면 빨간색으로 변하면서 매우 빠른 속도로 달려와 공격을 한다.
방탄복이 없을경우 단 한방에 죽을 수도 있다.
빨간불이 들어온 상태에서는 매우 빠르게 달리면서 마구잡이로 공격하기 때문에, 잘못하면 팀이 순식간에 전멸하기도 한다.
플레시 파운드는 시야에서 벗어나지 않으면 자신이 지정한 사람만을 쫓고 공격하는 특징이 있다.
수류탄에 공격당하면 최대체력의 50%에 달하는 피해를 입힐 수 있기 때문에 수류탄 2발로 처리가 가능하다. (단, 폭발의 중심에 있어야 함,난이도와 플레이어 수에 따라 안 죽을 수도 있음)
폭주시에는 자신의 앞에 있는 적(몬스터)도 분쇄시키기도한다.
별명은 박대리,밧대리 라고 불린다.(초기 킬링플로어 한글패치에서 배터리,박대리 등으로 번역해 패치를 해버리는 바람에 생긴 별명들)
또 fp 라고 치기도한다. (외국서버에서 자주쓰는 약자] [수정-리흠]

### Patriarch[페트리아크]
최초출현: 11 Wave

킬링플로어의 최종 보스로서 모든 웨이브를 클리어하면 등장한다.
혼자서 등장하지만 다양한 무기를 보유하고 있고 엄청난 이동속도를 가지고있다.
원거리에선 로켓런처, 체인건을 사용하며 근거리에서는 주먹질, 촉수공격을 한다.
특히 로켓런처의경우 명중당할시 즉사하게 되며 체인건도 근거리에서 공격당할 경우 순식간에 사망할 수 있다.
전투시 일정데미지를 입으면 투명화 능력을 써서 도망간다음 몬스터들을 내보내고 자신은 체력회복을 한다.
이후 투명화 상태로 플레이어들에게 다가와 근접공격을 행하게 된다.
페이트리아크가 도망치면서 내보내는 몬스터는 3종류이며, 처음에는 클롯만 내보내다가 두 번째에는 크라울러가 추가되고 세 번째로는 스토커가 추가된다.
도전과제중에 이 몬스터를 L.A.W로켓으로 처리하는 것도 있다.
(Patriarch는 단 3번의 치료기회가 있다. OkiDoki)

## 플레이 맵의 종류
킬링플로어는 개발사에서 직접 제작한 오피셜 맵과
유저들이 제작한 비공식맵이 있다.(일반맵, 언오피셜맵등 여러가지로 부른다.)
원래 유저들의 자작맵은 경험치 획득이 불가능했으나 개발사에서 직접 테스트를 거친 비공식맵을 공식화시켜 화이트리스트 라는 목록에 포함을 시켜 경험치 획득이 가능하게 바뀌고 있다.
하지만 너무 쉬운 난이도의 맵은 화이트리스트에 추가되지 않으니 쉬운 레벨업은 기대하지 않는게 좋다.
그리고 2010년 10월 업데이트로 추가된 맵들은 모두 넓고 상점간의 거리가 떨어져 있는 특징이 있다.
- 공식 맵의 기준은 게임 최초 설치시 함께 설치되는 맵이다.
- 비공식맵이 너무 많은관계로 삭제하며 공식맵만 소개한다.

#### Abusement Park
이번 Summer Side Show 업데이트때 같이 나온 맵.
서커스장의 분위기를 물씬 풍기고있다.
맵의 분위기도 전체적으로 밝은편이고, 장애물이 많은편도 아니다.
이곳의 방어포인트는 철장 안에서 버서커가 앞을 막아주고 메딕이 뒤에서 치료해주는 형식으로 디펜스하는 것이 있다.
그 외에도, 공이 3개 있는 장소에서 막는 방법도 있다.
버서커의 Run-Hit 플레이도 어려운 편이 아니다.
이 맵이 나옴과 동시에 SteamPunk 캐릭터가 같이 발매되었다.

#### Bedlam
유령의집 같은 분위기를 풍기는 폐가.
정말 어두운 맵이라 손전등을 필수로 활용해야 한다.
맵은 넓은편이며 길도 좁고 복잡하기 때문에 잘못하면 적들에게 앞뒤로 포위될 위험이 높다.
방어포인트는 저택 중앙의 작은 정원의 2층이며 문들을 모두 용접한 뒤 남은 문과 계단을 막는방식이다.
어두운 맵이라 상당히 음산하기 때문에 호러FPS라는 느낌을 가장 강하게 받을 수 있는 맵이다.
참고로 스토리설정상 DJ scully가 활동하던 나이트장이기도 하다.

#### BioticsLab
호라이즌사의 지하 연구소 맵.
킬링플로어의 스토리에서 매우 중요한 역할을 담당하는 지역이다.
매우 어둡고 섬뜩한 분위기를 자랑하며 미로처럼 얽힌 좁은 통로들로 구성되어 있다.
상점은 상층, 중간층, 하층에 각각 한개씩, 총 3개가 존재한다.
좁은통로 특성상 샷건이나 관통형 무기를 이용하거나 문을 용접하고 앞에 폭탄을 설치하는 전술이 매우 유용하게 사용된다.
방어포인트는 중간층의 상점 맞은편 방이며 상점 앞의 문은 주로 용접을 시켜 막아놓는다.
적들이 3방향에서 몰려오며 통로가 좁기 때문에 적은 인원으로도 방어가 가능하다.
단, 옆방의 용접한 문이 부서지게되면 매우 위험하니 문 용접에도 신경을 써야한다.
이후 패치가 이루어져 이 방의 천장에서 크라울러나 스토커가 내려오니 주의를 요한다.
또다른 포인트는 시작지점인데, 역시 3방향에서 적이 몰려오지만 통로가 길고 엄폐물이 있어 충분히 대비가 가능하다.

#### Crash
눈이 내리는 겨울의 어느 폐공장을 배경으로 하고 있다.
큰 인기를 끌지 않는 맵이며 방어포인트는 헬기가 천장을 뚫고 내려온 정사각형의 통로가 있는 2층 복도.

#### Departed
비공식 맵이었지만 적절한 밸런스로 인해 공식맵으로 등록된 대표적인 맵.
해변가의 공장이 배경으로 시내와 공장, 지하통로로 크게 3개의 지역으로 구분되어 있다.
상점은 4곳이 존재하며 시내와 지하통로에 있는 공장은 매우 멀리 떨어져있어 시간이 촉박한편.
주요 방어장소는 시작지점 상점 정면 건물의 1층 창고와 해당건물 2층 사무실로 2군데가 존재한다.
특히 2층 사무실의 경우 진입로가 옆거물과 다리로 이어져 있어 길고 좁은 통로를 이용해 방어가 매우 유리한편이다.
현재 버그로 기차의 끝자락에 위치한 건물의 옥상으로 올라갈 수 있으며 이 버그를 이용하면 혼자서도 클리어가 가능하다.
맵의 구조는 대체로 복잡한편이며 특징이 없어 별다른 인기를 끌지 못하는 맵이다.
(새로운 방어포인트)스폰시 시작하는 건물에서 안쪽으로 들어가면 락커룸이 있다. 그곳 건물 안쪽문은 용접하고 바깥쪽문에서 버서커가 앞장 서서 막는 방식이 있다.

#### Farm
필드형 맵인 농장으로서 매우 넓은 맵으로 이루어져있다.
상점이 4곳이 있으나 각각의 거리가 멀리 떨어져 있어 전투를 치르면서 상점으로 이동해야한다.
맵 특성상 몬스터들이 사방에서 몰려오기 때문에 의외로 포위될 위험이 매우 높은 맵이다.
또한 맵이 어둡기 때문에 몬스터가 잘 보이지도 않는 위험이 있다.
특별한 방어포인트는 없으며 팀이 항상 뭉쳐다니면 위험성은 많이 줄어든다.
적과 교전중 이동을 멈추면 그 즉시 적들에게 포위되니 이동중 사격을 할 수 있는 높은 실력이 요구된다.
먼저 웨이브가 시작하면 근처의 아무 건물안에서 대기하였다 적의 수가 위협적이지 않을 수준으로 줄었을 때 이동도 생존률을 높인다.

#### FilthsCross
지하철역을 배경으로 하고있다.
영국의 지하철을 배경으로 했으며 복잡하게 얽힌 미로같은 좁은 통로들로 이루어져있다.
디펜스포인트로는, 지하에 양쪽 철창문이 있는 곳에서 용접을 하고 막으면 된다.
문을 뚫고 관통샷이 가능하다.

#### Foundry
호라이즌사 소유의 공장을 배경으로 한 맵으로서 기괴한 분위기를 연출한다.
맵이 상당히 복잡해서 길을 잃기 쉬운편이다.
방어포인트는 가장 상층부의 1층이 내려다보이는 통로지역이다.
양쪽 끝부분에 문이 존재하며 보통 상점쪽 문을 막고 방어를 하지만 맞은편의 통로를 방어할 경우 더욱 쉽게 적을 막을 수 있다.
그다지 인기를 끌지는 못하는 맵이다.

#### IceBreaker
폭풍속에 표류하는 원자력 쇄빙선을 배경으로 한 맵. 게임내내 폭풍이 몰아친다.
여전히 맵이 복잡한편이지만 여타 다른 맵에 비해서 그 난이도는 낮은편이다.
상점들이 각각 매우 멀리 떨어져 있기 때문에 아예 상점에 도착하지도 못하는 경우가 있다.
방어포인트는 특별한 포인트는 없으며 주로 선박 화재가 발생한 갑판의 위층에서 주로 방어를 한다.

#### Manor
교외의 어딘가에 위치한 폐가를 배경으로 하고있다.
맵도 작고 상점이 5개나 있기 때문에 시간이 촉박한 상황은 거의 오지 않는다.
폐가와 지하통로, 동굴로 이루어져 있다.
동굴의 입구는 3개가 있는데 각각 헬기쪽, 상점쪽, 폐가쪽으로 출구가 형성되어 있다.
이 맵의 방어포인트는 폐가쪽 동굴출입구이며 동굴 특성상 통로가 좁기 때문에 매우 유리한 방어가 가능하다.
뒤로 오는 적들은 어떤 퍼크라도 혼자서 틈틈이 처리가 가능하며 가끔 플래시파운드가 뒤에서 나타나는 경우도 있으니 주의해야한다.

#### Offices
폭풍이 치는 밤 사무실 빌딩을 배경으로 하고 있다.
이미 몬스터들이 들이닥친뒤라 맵 여기저기 시신들이 널려있다.
좁고 높은 빌딩이라 좁은 통로와 많은 사무실들이 존재하며 상점은 4개가 있다.
방어포인트는 옥상바로 아래층의 옥상으로 통하는 문 바로 앞이며 이곳에서 대부분의 문을 용접한 뒤 전투를 치르게 된다.
맵이 좁기 때문에 팀원이 많을수록 유리한 맵이다.
(새로운 방어포인트) 스폰했을 때 바로 앞쪽에 상점이 있을것이다. 거기에서 뒤쪽 문을 용접한 뒤, 앞쪽만 보고 막으면 된다. 꽤나 편리한 장소이다.

#### Waterworks
하수도 정화시설을 갖춘 물공장.
맵이 약간 복잡한편이다.
3인이 막는 장소로는, Pumping Station(펌핑스테이션) 구역쪽에 가보면 양쪽 문이 있고 한쪽이 뚫린곳이 있다.
그곳에서 막는 것이 가장 효율적이다. 하지만 사람이 많을 때에는 별로 효율을 못보인다.

#### WestLondon
킬링플로어의 주 무대인 웨스트 런던.
크게 정사각형 모양으로 배치가 되어있으며 4개의 상점이 존재한다.
주요 방어 포인트는 경찰서 옆에 있는 다리아래의 구역이며 몬스터들은 경찰서 정문방향에서 많이 몰려온다.
적들이 등장하는 포인트가 매우 많고 특히 다리위에서 떨어지는 크라울러와 스토커가 많기 때문에 이동식 전투를 벌일경우 사방에서 몰려오는 적들을 주의해야한다.
가장 치명적인 단점으로 막다른곳이 전혀 없기 때문에(맵 구조상 막다른곳은 존재하지만)몬스터들은 사방에서 출현한다. 가장 유의해야 할 사장.
이 맵은 매우 인기가 좋으며 웨스트런던 나이트버전도 존재한다.

#### Wyre
숲속에 위치한 Stalker들을 만들던 시설이 있는 맵.
저녁노을이 지고있어 매우 음산한 분위기를 연출하고 있다.
맵의 구조는 크게 지상과 지하로 나뉘고 있다.
상점은 4개가 존재한다.
지상은 숲으로 되어있고 지하는 복잡한 통로로 얽혀있어 길을 잃기 쉬운편이다.
스토리상 몬스터의 실험을 비밀리에 진행하던 호라이즌사의 시설이었기 때문이다.

#### Mountain Pass
스토리상 탈출하던 대원들의 헬기가 추락하며 산 중턱에 추락하게 된다.
계곡을 건널 수 있는 다리는 끊겼고 반대쪽 터널도 붕괴되어 고립된 상황에서 몬스터들과 싸워야 한다.
여타 맵들과는 다르게 탁 트인, 정오의 밝은곳에서 전투를 벌이게 된다.
상점은 4개가 존재하나 맵이 넓어서 각각의 거리가 매우 멀리 떨어져 있기 때문에 신속한 이동을 필요로 한다.
나무가 울창한 산과 중턱의 도로로 이루어져 있으며 산은 빽빽하게 들어찬 나무가 많은 문제를 일으키니 가급적 넓은곳으로 나와서 싸워야한다.

#### Biohazard
생체실험을 하던 연구시설인 호르진사의 또다른 시설로서 곳곳에 시체가 널려있다.
상점은 4개가 있지만 각각 멀리 떨어져 있기 때문에 타이밍을 잘 맞춰야 한다.
대부분이 좁고 긴 통로가 많아서 화력적인 무기가 빛을 발한다.

#### Suburbia
폐허가 된 마을이며 맵이 전체적으로 상당히 어둡다.

#### Hospital Horrors
실험체들이 휩쓸고 지나간듯한 어느 병원.
구역질이 날 정도로 곳곳에 그로데스크한 상황이 연출되어 있고 분위기도 매우 나쁜곳이다.
상점은 4개가 있지만 굉장히 멀리 떨어져 있기 때문에 시간을 잘 맞춰야 한다.
미로처럼 얽힌 좁은 통로들로 이루어져 있기 때문에 길을 잃기 쉽고 앞뒤로 포위당할 위험이 매우 높다.

## 평가
| 평가 |                     |
| --- | ------------------- |
| 통합 점수 통합사 점수 게임랭킹스 72.67% (24 reviews) [ 7 ] 메타크리틱 72/100 (30 reviews) [ 8 ] 평론 점수 평론사 점수 유로게이머 7/10 [ 9 ] 게임스팟 7.5/10 [ 10 ] IGN 7.5/10 [ 11 ] |                     |
| 통합 점수 |                     |
| 통합사 | 점수                |
| 게임랭킹스 | 72.67% (24 reviews) |
| 메타크리틱 | 72/100 (30 reviews) |
| 평론 점수 |                     |
| 평론사 | 점수                |
| 유로게이머 | 7/10                |
| 게임스팟 | 7.5/10              |
| IGN | 7.5/10              |